# Deutsche Fechtmeisterschaften 1933
Bei den Deutschen Fechtmeisterschaften 1933 wurden Wettbewerbe im Herrenflorett, Herrendegen und Herrensäbel ausgetragen, bei den Damen gab es nur einen Wettbewerb im Florett. Die Einzelmeisterschaften wurden vom 26. bis 28. Mai in Wuppertal-Elberfeld ausgetragen, Mannschaftsmeisterschaften fanden in diesem Jahr nicht statt. Die Meisterschaften wurden vom Deutschen Fechter-Bund organisiert.

## Herren

### Florett (Einzel)
| Platz | Sportler          | Verein              |
| ----- | ----------------- | ------------------- |
| 1     | Stefan Rosenbauer | Hermannia Frankfurt |
| 2     | Julius Eisenecker | Hermannia Frankfurt |
| 3     | August Heim       | TV Offenbach        |

### Degen (Einzel)
| Platz | Sportler          | Verein                     |
| ----- | ----------------- | -------------------------- |
| 1     | Eugen Geiwitz     | TV Ulm                     |
| 2     | Stefan Rosenbauer | Hermannia Frankfurt        |
| 3     | Siegfried Lerdon  | Polizei-Sportverein Berlin |

### Säbel (Einzel)
| Platz | Sportler          | Verein              |
| ----- | ----------------- | ------------------- |
| 1     | August Heim       | Fechtclub Offenbach |
| 2     | Hans Esser        | DFC Düsseldorf      |
| 3     | Hans-Georg Jörger | Hermannia Frankfurt |

## Damen

### Florett (Einzel)
| Platz | Sportler     | Verein                |
| ----- | ------------ | --------------------- |
| 1     | Hedwig Haß   | TV Offenbach          |
| 2     | Olga Oelkers | TV Offenbach          |
| 3     | Henni Jüngst | TV Offenbach / Bürgel |